# Isola del Diavolo
L'isola del Diavolo (in francese: île du Diable) è la più piccola e la più settentrionale delle Îles du Salut, di cui fanno parte anche l'Île Royale e l'Île Saint-Joseph, al largo della costa della Guyana francese. Un tempo fu sede di un famigerato penitenziario, che ospitò, fra gli altri, anche il capitano Alfred Dreyfus, il militare francese ebreo accusato di alto tradimento.

## Caratteristiche
L'isola si estende su di una superficie di 14 ettari e, fino al 1946, fu una famosa colonia penale francese. L'isola, prevalentemente rocciosa e coperta di palme, nel suo punto più alto raggiunge i 40 metri d'altezza.

## Storia
Il penitenziario venne aperto nel 1852, dal governo dell'imperatore Napoleone III, e divenne una delle prigioni più famose della storia. Oltre che sull'isola, alcuni edifici che servivano per l'amministrazione penitenziaria erano dislocati sul continente, a Kourou. Col tempo, la prigione divenne famosa nel mondo sia col nome dell'isola sia con quello di Caienna. In Francia era nota come bagne de Cayenne, essendo Cayenne il capoluogo della Guyana francese.
Il 30 maggio 1854 venne approvata una legge secondo la quale i detenuti dovevano restare nella Guyana francese, dopo il loro rilascio, per un tempo uguale a quello passato ai lavori forzati. Per coloro che avevano scontato pene superiori agli otto anni, la legge prevedeva che sarebbero dovuti rimanere nella Guyana per il resto della loro vita: a questi prigionieri veniva assegnato un terreno in cui insediarsi. Col tempo, i detenuti vennero divisi in diverse categorie, a seconda del reato commesso o della pena da scontare. Tra il 1854 e il 1867 i morti furono diecimila.
Nel 1885, la legge venne ulteriormente inasprita: anche i condannati recidivi, pur se per reati minori, venivano spediti all'isola del Diavolo. Nella prigione venne mandato anche un piccolo gruppo di donne, detenute in altre carceri, con l'intenzione che si sposassero con gli uomini liberati e costretti a restare nella Guyana francese. La pratica si rivelò piuttosto fallimentare e venne interrotta a partire dal 1907.
Nel 1938 il governo francese smise di mandare prigionieri nel carcere dell'isola del Diavolo e nel 1953 la prigione chiuse definitivamente. La maggior parte di coloro che vi erano ancora detenuti scelse di tornare in Europa, mentre una piccola minoranza decise di rimanere nella Guyana francese.

## Prigionieri celebri
- Alfred Dreyfus
- Guillaume Seznec
- Carlo Di Rudio
- Henri Charrière
- Vere St. Leger Goold
- Charles Brunier
- Eddie Guerin

## Nella cultura di massa
Vi sono riferimenti all'isola del Diavolo in molti libri, film e canzoni. Il libro più famoso fu il best seller del 1970, scritto da un ex detenuto, Henri Charrière, pubblicato col titolo di Papillon, in cui si raccontano i vari tentativi di fuga del protagonista. Nel 1973, venne trasposto al cinema nel film omonimo, i cui protagonisti erano Steve McQueen e Dustin Hoffman.

### Cinema
- L'isola del diavolo, film del 1940 con Joan Crawford e Clark Gable;
- Non siamo angeli, film del 1955 di Michael Curtiz, con Humphrey Bogart e Peter Ustinov;
- Harold e Maude, film del 1971 con Bud Cort e Ruth Gordon;
- Papillon, film del 1973 di Franklin J. Schaffner, con Steve McQueen e Dustin Hoffman;
- Papillon, film del 2017 di Michael Noer, con Charlie Hunnam e Rami Malek;
- L'ufficiale e la spia, film del 2019 di Roman Polański.

### Letteratura
- Il ventre di Parigi, libro di Émile Zola del 1873;
- Dry Guillotine, libro di Rene Belbenoit del 1938;
- Piano di fuga, romanzo di Adolfo Bioy Casares;
- Il cimitero di Praga, romanzo di Umberto Eco del 2010;
- L'ufficiale e la spia, libro di Robert Harris del 2013.

### Musica
- Cayenne, canzone popolare francese;
- Nuttin Nuh Go So, canzone dell'artista statunitense Notch;
- Devils Island, brano dei Megadeth, contenuto nell'album Peace Sells... But Who's Buying?;
- Devil's Island, brano di Wayne Shorter, contenuto nell'album Wayning Moments del 1961;
- Devil's Island, brano degli Architects, contenuto nell'album Daybreaker.

### Televisione
- "L'Isola del Diavolo", nono episodio della serie televisiva Kronos - Sfida al passato (1966-1967);
- L'episodio 42 della serie animata TaleSpin è ambientato sull'isola del Diavolo;
- L'isola del Diavolo è citata nel secondo episodio della terza stagione della serie televisiva Breaking Bad.

## Galleria d'immagini

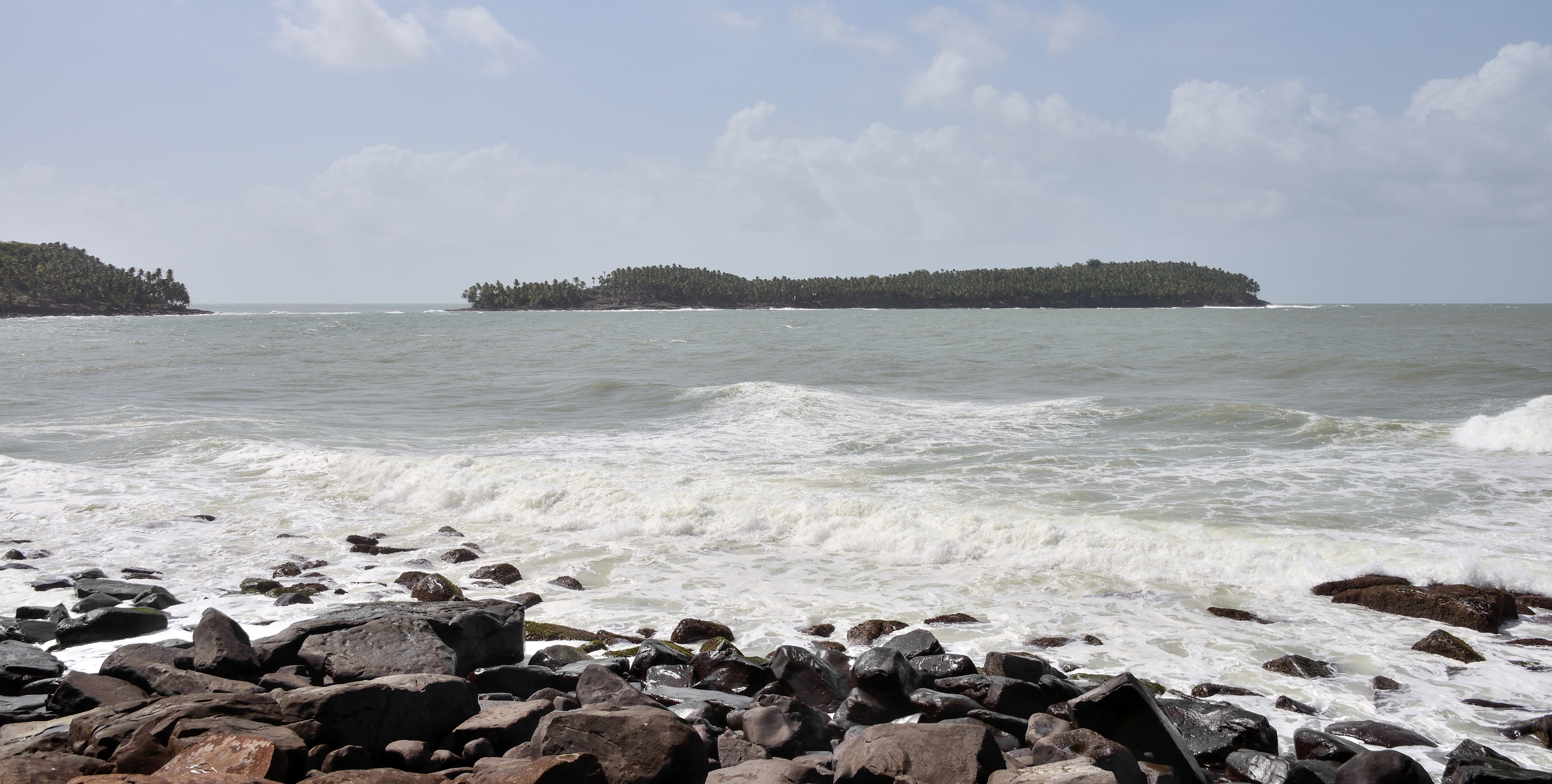
Vista dall'Île Saint-Joseph.
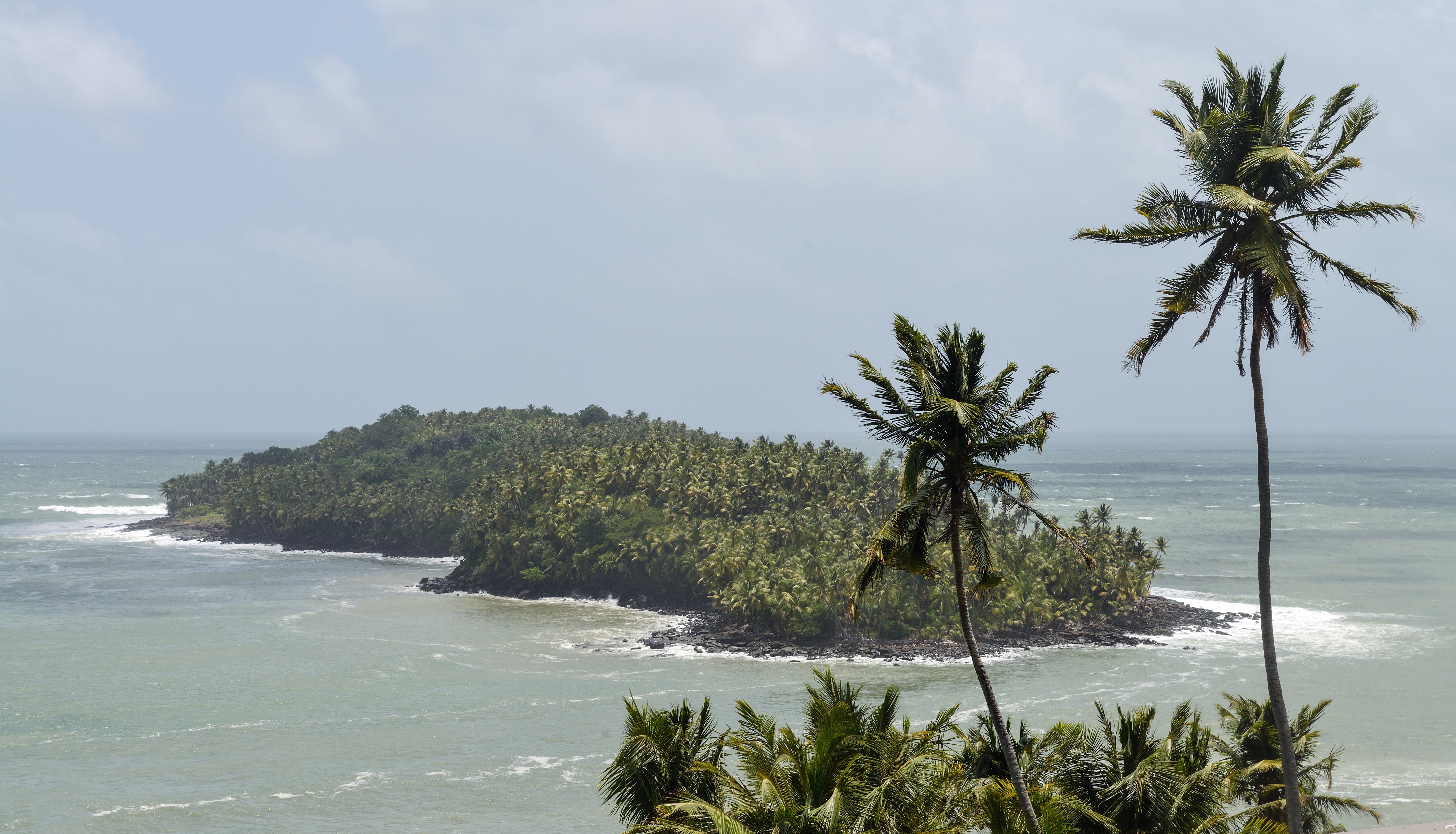
Vista dall'Île Royale.
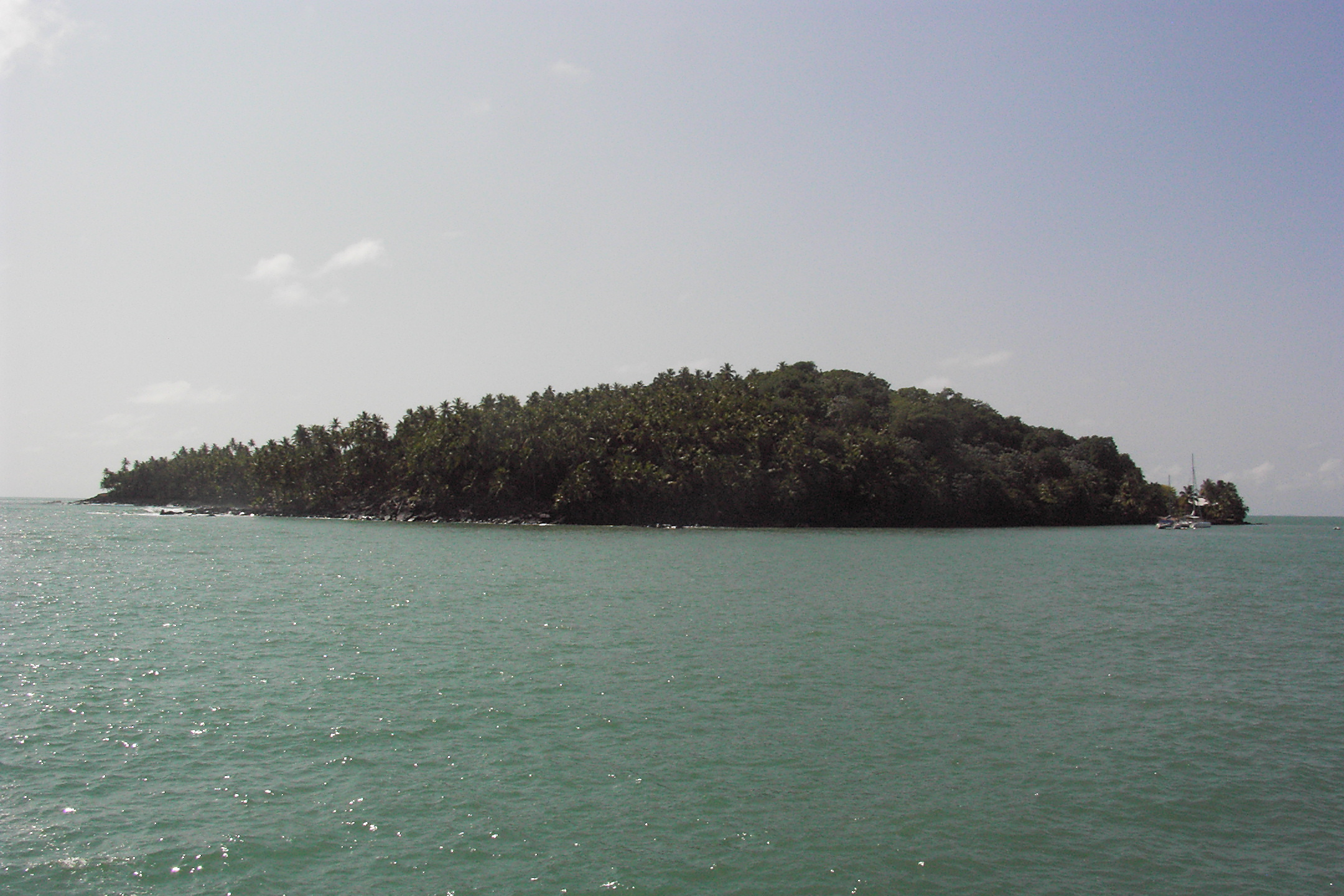
Vista dall'Île Royale.
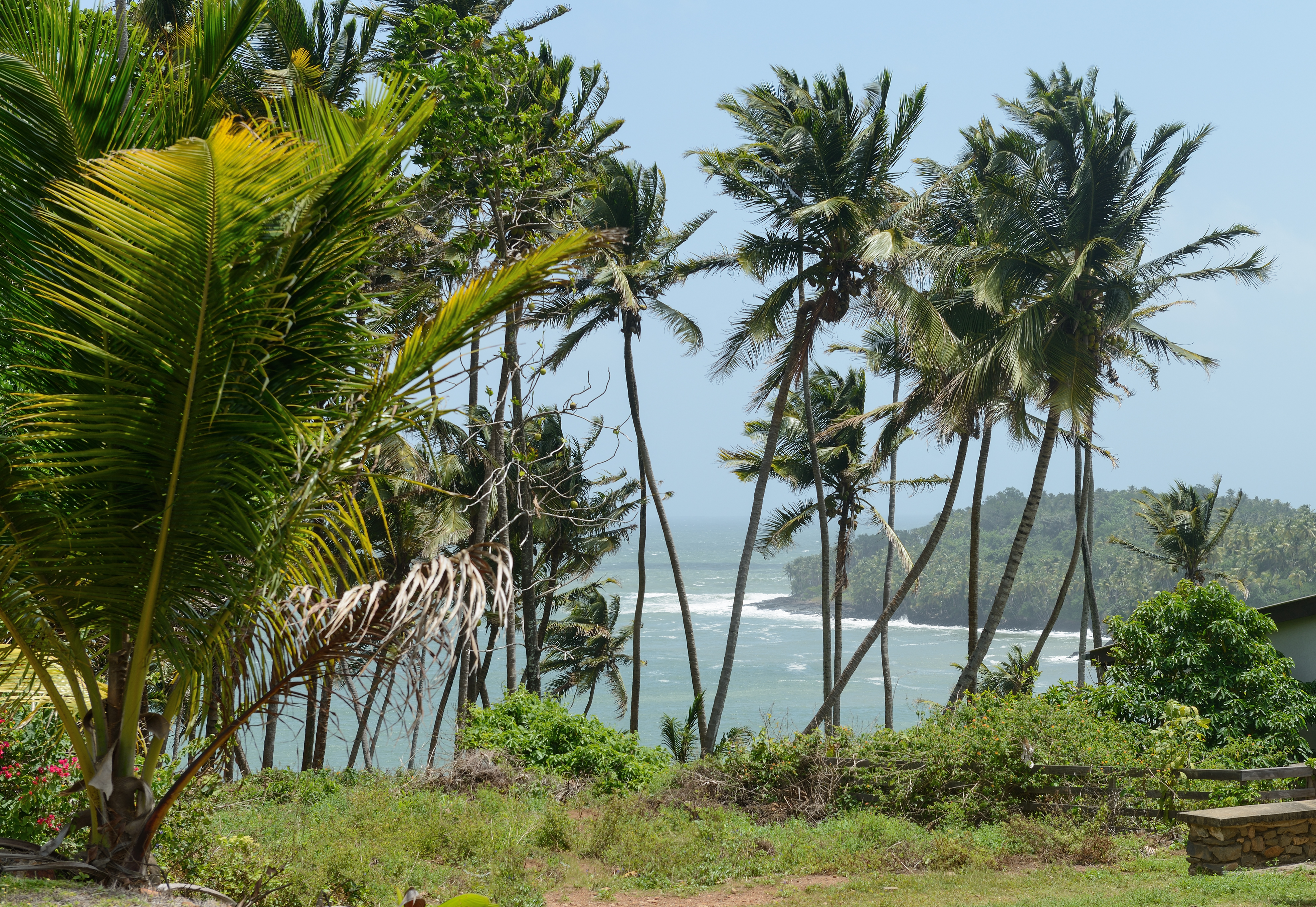
Vista dall'Île Royale.
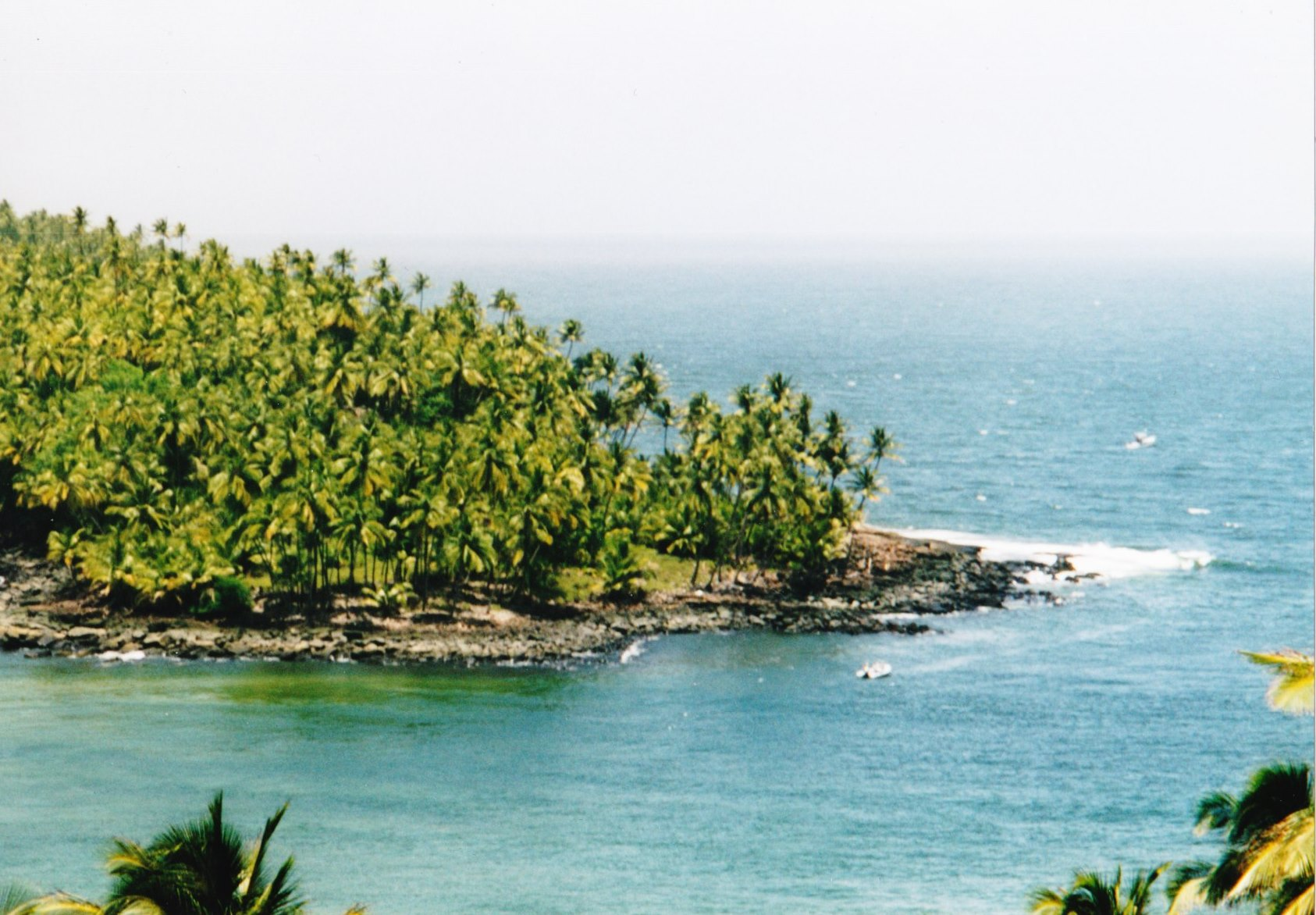
L'isola nel 2004.
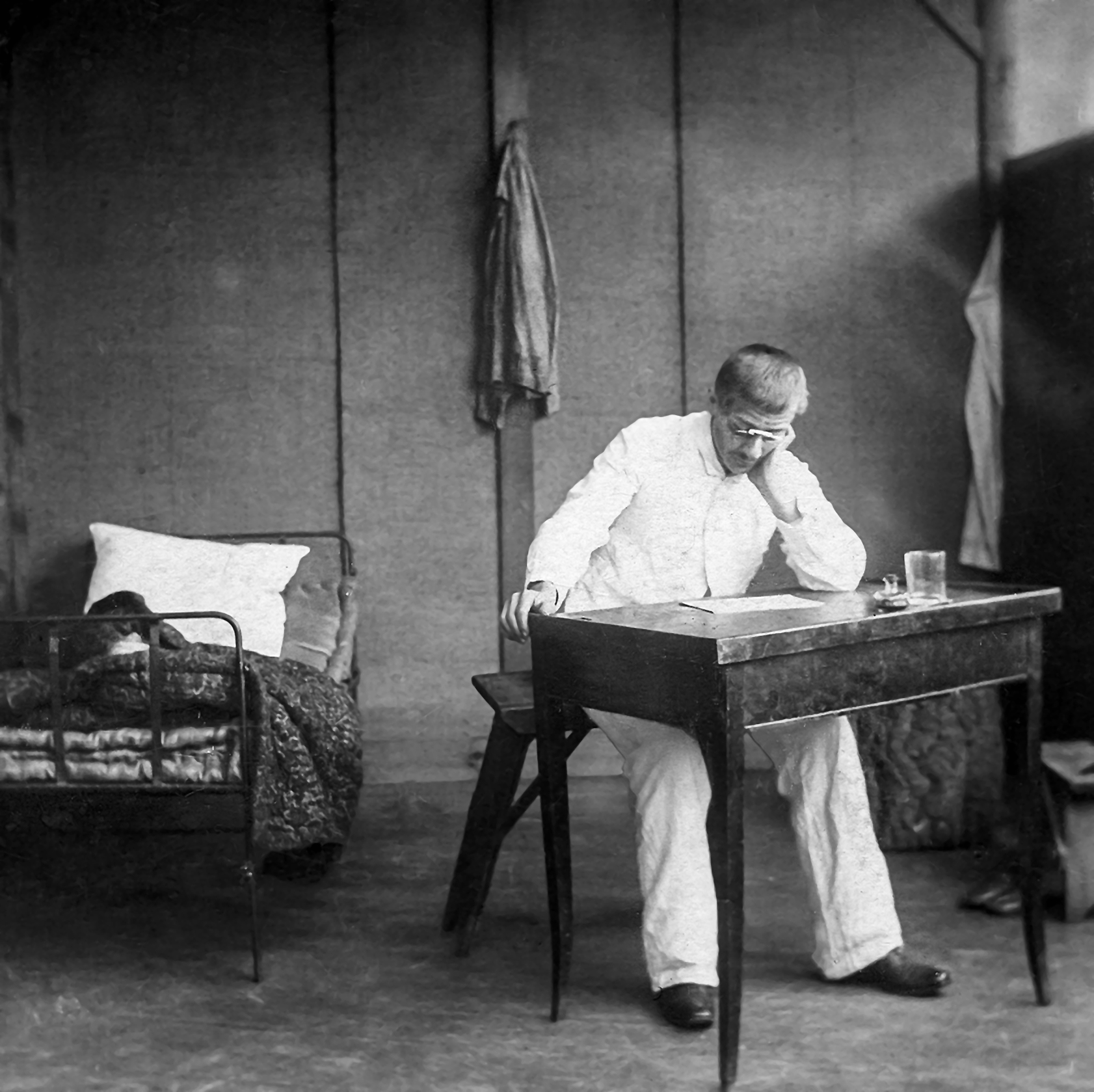
Dreyfus prigioniero nel 1898.
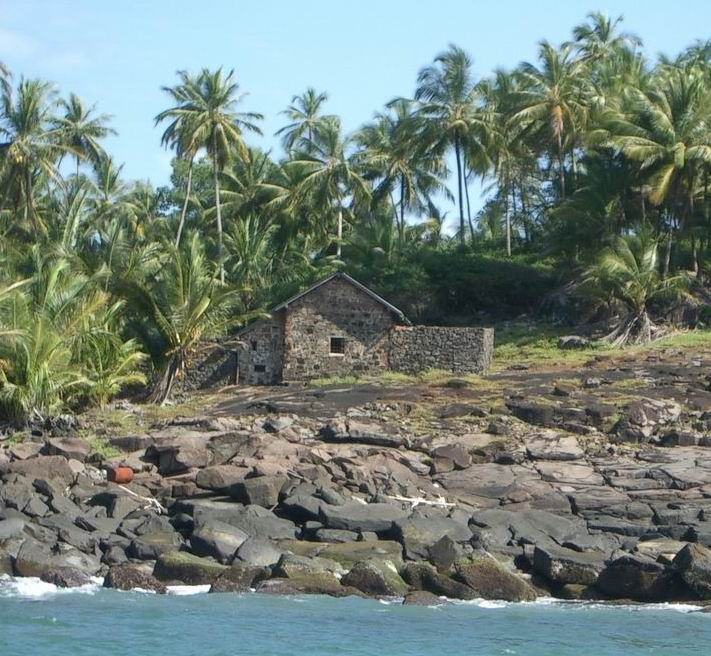
La capanna di Dreyfus.